# Мийдодір (мультфільм, 1954)
«Мийдодир» — радянський мальований музичний мультфільм 1954 року за однойменною казкою Корнія Чуковського. Режисер Іван Іванов-Вано зняв нову кольорову версію свого однойменного мультфільму 1939 року.

## Сюжет
Про те, як суворий умивальник Мойдодир змусив виправитися хлопчика-грязнулю і нечупара, що не любив вмиватися, від якого втекли всі його речі.

## Творці
- Сценарист і режисер: Іван Іванов-Вано
- Композитор: Юрій Левітін
- Художники-постановники: Михайло Ботов, Анатолій Савченко
- Оператор: Микола Воїнов
- Звукооператор: Микола Прилуцький
- Асистент режисера: В. Свєшнікова
- Монтажер: Лідія Сазонова
- Художники-мультиплікатори: Володимир Арбеков, Борис Бутаков, Фаїна Єпіфанова, Володимир Крумін, Мстислав Купрач, Костянтин Малишев, Володимир Попов, Володимир Пекар, Василь Рябчиков, Б. Савков, Тетяна Федорова, Костянтин Чикін
- Художники-декоратори: Ольга Геммерлінг, Г. Невзорова, І. Прокоф'єва, Віра Роджеро

## В ролях
- Володимир Грибков — оповідач
- Марія Виноградова — хлопчик
- Михайло Риба — Мойдодир
- Юрій Хржановський — Ведмедик; Барсук

## Український дубляж
Українською мовою мультфільм дубльовано студією «Так Треба Продакшн» у 2005 році. Ролі дублювали: Віталій Дорошенко, Анатолій Пашнін і Олена Бліннікова.